# Gertrud (Hesse)

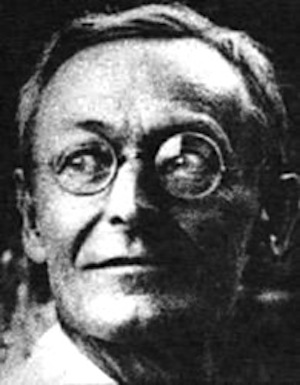
Hermann Hesse (1925)

Gertrud ist ein Roman von Hermann Hesse, in der endgültigen Fassung 1910 erstmals erschienen. Der Roman beschreibt die Liebe des Musikers Kuhn, zugleich der Ich-Erzähler der Geschichte, zur schönen Gertrud Imthor, für die er aber nicht mehr als ein Freund sein kann.

## Handlung
Als Musikstudent stellt Kuhn, dessen Vorname nicht genannt wird, der hübschen Liddy nach. Das kokette Mädchen stachelt ihn zu einer riskanten Rodelpartie im Halbdunkeln an. Kuhn bricht sich das linke Bein mehrfach und lahmt fortan. Der Theorielehrer auf dem Konservatorium weist Kuhn auf sein Kompositionstalent hin. Als Sohn vermögender Eltern kuriert sich Kuhn im Bündnerland aus. Er komponiert das Lawinenlied. Im letzten Semester lernt Kuhn den erfolgreichen Opernsänger Heinrich Muoth kennen. Der launenhafte, trinkfeste Bariton wird sein Freund. Kuhn ist der zurückhaltendere Partner in dieser festen Freundschaft, die bis zum Tode Muoths anhält.
Kuhn erfährt vom Gerücht, Muoth sei ein Frauenschwarm und schlage seine jeweilige Geliebte; trotzdem sollen die Damen ihm treu und ergeben nachlaufen. Kuhn registriert das Gerücht verwirrt. Muoth hat Kuhns Talent erkannt, stellt dessen Lawinenlied mehrfach der Öffentlichkeit vor und bringt den stellungslosen, hinkenden Kuhn als Geiger im Orchester an seiner Bühne unter. Kuhn begreift in der Theaterpraxis die Bedeutung der Instrumente und schreibt eine Violinsonate.
Mit der Zeit wird Kuhn unter Musikfreunden bekannt und spielt in der Villa des reichen Fabrikanten und Musikliebhabers Imthor sein Werk zusammen mit anderen Berufsmusikern. Bei dieser Gelegenheit lernt er Imthors Tochter Gertrud kennen. Kuhn und das junge Mädchen mit der hohen, vogelleichten, köstlich schwebenden Stimme musizieren fortan in der Villa miteinander. Der alte Imthor duldet die sich entwickelnde Kameradschaft der beiden und sieht die Freundschaft gern. Kuhn arbeitet an seiner ersten Oper. Gertrud – heiter, strahlend – singt unter vier Augen die Sopranrolle wunderbar. Er küsst ihren Mund, Gertrud lässt es still und fast feierlich geschehen. Kuhn begehrt Gertrud, erstickt aber das starke, immer wieder aufflammende Gefühl in Tonphantasien. Aufgrund seiner Verkrüppelung hält er sich für minderwertig.
Dennoch kann Kuhn eine schriftliche Liebeserklärung nicht unterdrücken. Gertrud weicht aus; sie wolle zunächst bei der Freundschaft bleiben. Kuhn respektiert die abschlägige Antwort. Muoth ist die ideale Besetzung für die männliche Hauptrolle in Kuhns Oper. Also führt Kuhn den Freund bei den Imthors ein, damit Gertrud und Muoth gemeinsam üben können. Instinktiv ist der alte Imthor gegen Muoth, lässt die drei jungen Leute allerdings widerwillig gewähren. Muoth – unbefangen, zurückhaltend, rücksichtsvoll – gewinnt zu Kuhns Entsetzen die Zuneigung Gertruds. Der Krüppel hält sich zurück, muss aber, als es bereits zu spät ist, bei Gertrud Müdigkeit, Angst und Scheu beobachten. Er hat sie verloren. Gertrud wird Muoths Ehefrau. Kuhns Oper, mit Muoth als großem Star, wird ein Erfolg.
Kuhn sieht, wie das Ehepaar leidet, kann aber nicht helfen, zumal Gertrud beteuert, sie liebe Muoth und werde ihm niemals untreu. Gertrud hält die Ehe nicht aus. Sie zieht vorübergehend zurück zu ihrem Vater. Kuhn denkt an den einzigen Kuss, den er Gertrud gegeben hatte und stellt sich in gelegentlichen Tagträumen vor, sie für sich zu gewinnen. Allerdings glaubt er auch, dass dieses Begehren weiter nichts als eine Wunschphantasie ist. Gertrud bleibt unerreichbar. Der Freund steht dazwischen.
Kuhn reist zu Muoth nach München, nachdem dieser ihn brieflich um einen Besuch gebeten hatte. Muoth trinkt noch stärker als früher. Der ehemals brillante Star singt, in Momenten seltener Nüchternheit, leidlich auf der Bühne. Er braucht den Alkohol und macht sich anscheinend absichtlich kaputt. Kuhn übernachtet in der Villa des Freundes. Muoth legt Hand an sich und stirbt. Gertrud eilt herbei und küsst den Toten auf die Lippen.
Kuhn resümiert im Altwerden: „Sie ist mein Freund“.
In Nebenhandlungen wird das Verhältnis des Ich-Erzählers Kuhn zu seinen Eltern geschildert. Das distanzierte Verhältnis zu seinem vermögenden Vater ändert sich erst kurz vor dem Tod des Alten zu gegenseitigem Verständnis. Die Mutter nun näher an sich zu binden und für sie da zu sein, wird Kuhn zu einem inneren Bedürfnis. Nach einem Intermezzo, in dem die Mutter versucht mit einer entfernten Verwandten den großbürgerlichen Lebensstil und die gewohnte Haushaltsführung aufrechtzuerhalten (was durch die unverständige Cousine Scheibner aber vereitelt wird) holt Kuhn seine Mutter ganz zu sich und lebt in einem engen Freundeskreis mit wenigen Freunden wie dem Kapellmeister Teichner, dessen Schwester und dem Fabrikanten Imthor.

## Buchausgaben
Hesse schrieb den Roman im Winter 1908/09 in Gaienhofen. Von der Urfassung sind nur Teile erhalten. Die zweite Fassung wurde 1909/10 in Velhagen & Klasings Monatsheften abgedruckt. Die dritte Fassung erschien 1910 als Erstausgabe im Verlag von Albert Langen. Die Deutsche Buch-Gemeinschaft erwarb 1926 die Verlagsrechte und gab den Roman zweimal heraus. Der Suhrkamp Verlag übernahm das Buch 1955 in seine Werkausgabe. Im Rowohlt Verlag erschien 1973 die erste Taschenbuchausgabe, bei Suhrkamp 1983 die zweite.
- Gertrud. Roman. Langen, München 1910.
- Gertrud. Roman. Geleitwort von Hanns Martin Elster. Deutsche Buch-Gemeinschaft, Berlin 1927; Neuausgabe ebd. 1951.
- Gertrud. Roman. Suhrkamp, Frankfurt am Main 1955 (Gesammelte Werke in Einzelausgaben).
- Gertrud. Roman. Rowohlt, Reinbek 1973 (159. Tsd. 1982), ISBN 3-499-11664-2 (= rororo 1664).
- Gertrud. Roman. Suhrkamp, Frankfurt am Main 1983 (= suhrkamp taschenbuch. Band 890), ISBN 3-518-37390-0.